# Kaiti
Kaiti ist ein Stadtteil der Stadt Gisborne auf der Nordinsel von Neuseeland.

## Geographie
Der Stadtteil besteht aus den Teilen Kaiti North, Kaiti South und Outer Kaiti und zählte 2013 etwas über 4600 Einwohner.
Der Stadtteil liegt direkt östlich des Stadtzentrums auf dem gegenüberliegenden Ufer des Waimata River. Der nahe gelegene Strand Kaiti Beach ist einer der bekanntesten Orte Neuseelands, da hier James Cook im Jahre 1769 als erster Europäer neuseeländischen Boden betrat. Der Name kaiti kommt aus der Sprache der Māori und bezieht sich auf den Verzehr von essbaren Teilen des „Kohlbaumes“ Cordyline australis.
Der im Stadtteil liegende Kaiti Hill ist sowohl Erholungsgebiet, als auch Aussichtspunkt mit Blick auf das gesamte Umland, einschließlich der Stadt Gisborne.